# Kinesiske dynastier
Rækken af skiftende kinesiske dynastier er den kortest mulige oversigt over Kinas historie. Der er dog stadig diskussion om datoerne og i visse tilfælde også om rækkefølgen i "det vestlige Zhou" og tidligere perioder. Kun sjældent gik det sådan for sig, at det ene dynasti sluttede og bare gav magten videre til det næste. Ofte blev dynastier skabt længe før det eksisterende styre blev væltet, eller de kunne fortsætte i en periode, efter at de formelt set var ophørt. Desuden har Kina været splittet gennem lange perioder af historien, hvor forskellige områder blev regeret af forskellige dynastier. I den slags perioder var der ikke nogen, der regerede over et samlet Kina. I de fleste tilfælde er tidspunkterne i tabellen derfor udtryk for, hvad der er almindelig enighed om at anvende som markør for et magtskifte.
Ét eksempel kan illustrere grundlaget for forvirring. Almindeligvis betragtes året 1644 som det tidspunkt, hvor det manchuriske Qing-dynastis hærstyrker besatte Beijing og indsatte deres første regent. Qing dynastiet var dog allerede blevet grundlagt i 1636 (eller måske i 1616, men da under et andet navn), mens den sidste af Ming-dynastiets kejseremner først blev fjernet i 1662. Udskiftningen af de regerende familier blev en rodet og langtrukken affære, og Qingkejserne brugte næsten 20 år om at sikre sig kontrollen over hele Kina. Hvis man påstår, at alt foregik på én gang i året 1644, laver man rod i beretningen om, hvad der egentlig skete.

## Oversigt over dynastierne
| Dynasti                                                                                            | Dynasti        | Dynasti                     | Links                                                             | År          | År |
| -------------------------------------------------------------------------------------------------- | -------------- | --------------------------- | ----------------------------------------------------------------- | ----------- | -- |
| De tre ophøjede og de fem kejsere                                                                  | 三皇五帝       | sān huáng wǔ dì             | før 2070 f.Kr.                                                    | 628+        |    |
| Xia-dynastiet                                                                                      | 夏             | xià                         | 2070 f.Kr. - 1600 f.Kr.                                           | 470         |    |
| Shang-dynastiet                                                                                    | 商             | shāng                       | 1600 f.Kr. - 1046 f.Kr.                                           | 554         |    |
| Vestlige Zhou-dynasti                                                                              | 西周           | xī zhōu                     | 1046 f.Kr. - 771 f.Kr.                                            | 275         |    |
| Østlige Zhou-dynasti traditionelt opdelt i Forårs- og efterårsperioden De kæmpende staters periode | 東周 春秋 戰國 | dōng zhōu chūn qiū zhàn guó | 770 f.Kr. - 256 f.Kr. 722 f.Kr. - 476 f.Kr. 475 f.Kr. - 221 f.Kr. | 514 246 254 |    |
| Qin-dynastiet                                                                                      | 秦             | qín                         | 221 f.Kr. - 206 f.Kr.                                             | 15          |    |
| Vestlige Han-dynasti                                                                               | 西漢           | xī hàn                      | 206 f.Kr. - 9 e.Kr.                                               | 215         |    |
| Xin-dynastiet                                                                                      | 新             | xīn                         | 9 e.Kr. - 25 e.Kr.                                                | 16          |    |
| Østlige Han-dynasti                                                                                | 東漢           | dōng hàn                    | 25 - 220                                                          | 195         |    |
| De Tre Kongedømmer                                                                                 | 三國           | sān guó                     | 220 - 265                                                         | 45          |    |
| Vestlige Jin-dynasti                                                                               | 西晉           | xī jìn                      | 265 - 317                                                         | 52          |    |
| Østlige Jin-dynasti                                                                                | 東晉           | dōng jìn                    | 317 - 420                                                         | 103         |    |
| Nordlige og sydlige dynastier                                                                      | 南北朝         | nán běi cháo                | 420 - 581                                                         | 161         |    |
| Sui-dynastiet                                                                                      | 隋             | suí                         | 581 - 618                                                         | 37          |    |
| Tang-dynastiet                                                                                     | 唐             | táng                        | 618 - 907                                                         | 289         |    |
| Fem dynastier og ti kongeriger                                                                     | 五代十國       | wǔ dài shí guó              | 907 - 960                                                         | 53          |    |
| Nordlige Song-dynasti                                                                              | 北宋           | běi sòng                    | 960 - 1127                                                        | 167         |    |
| Sydlige Song-dynasti                                                                               | 南宋           | nán sòng                    | 1127 - 1279                                                       | 152         |    |
| Liao-dynastiet                                                                                     | 遼             | liáo                        | 916 - 1125                                                        | 209         |    |
| Jin-dynastiet                                                                                      | 金             | jīn                         | 1115 - 1234                                                       | 119         |    |
| Yuan-dynastiet                                                                                     | 元             | yuán                        | 1271 - 1368                                                       | 151         |    |
| Ming-dynastiet                                                                                     | 明             | míng                        | 1368 - 1644                                                       | 276         |    |
| Qing-dynastiet                                                                                     | 清             | qīng                        | 1644 - 1911                                                       | 267         |    |